# 甲型流感病毒H1N1亞型
甲型流感病毒H1N1亞型（英語：Influenza A virus subtype H1N1），是甲型流感病毒的一種，也是人類最常感染的流感病毒之一。H1N1的部分種類可以在人類間傳播，甚至會引起大流行，包括1918年的西班牙流感、1977年的俄国流感、2009年的H1N1流感大流行等，另一些可在雀鳥和豬之間傳播。
「H1N1」是病毒名稱的縮寫，「H」指的是血球凝集素（Hemagglutinin）、而「N」指的是神經氨酸酶（Neuraminidase），兩種都是病毒上的抗原名稱。其意思是具有「血球凝集素（Hemagglutinin）第1型、神經氨酸酶（Neuraminidase）第1型」的病毒，因此，根據其結構類推，則也有「H2N2」、「H5N1」等的流感病毒。血球凝集素共有1～18型，神經氨酸酶共有1～11型。

## 名稱
甲型H1N1流感於2009年爆發時，世界衛生組織最初使用「豬流感」（swine flu）命名，名称獲得大部份國家采用，除了以色列因為猶太教禁食豬肉而使用「墨西哥流感」。另還有猪源流感、人類豬（型）流感、墨西哥流感、北美流感、H1N1新型流感，以及2009年H1N1流感等各種不一致的稱呼。然而，沒有證據顯示墨西哥是疫症源頭，有關做法純粹出於政治、宗教考慮。後來美國豬農抗議「豬流感」名稱会使人誤會病毒經豬隻傳播，要求改稱為「北美流感」，歐盟隨即改稱病毒為「新流感」。
2009年4月30日，由于农业界及联合国粮农组织的关切，世界卫生组织為免對因豬流感一詞造成流感能經由進食豬肉製品傳播的誤解，當日开始改用甲型H1N1流感称呼该病毒。香港初時稱俗稱「豬流感」，其後效仿改稱「甲型H1N1流感」，官方亦開始以「人類豬（型）流感」向外界通報。美國疾控中心則稱之為新型甲型H1N1流感(novel Influenza A(H1N1))。而香港大學微生物學系教授袁國勇表示，世衛將新型流感改名為甲型H1N1流感會令人分辨不出新型流感和季節性流感的分別。而美国疾病控制与预防中心则发表研究结果证实第一例被确诊病例发生在墨西哥。

## 大流行

### 2009年甲型H1N1流感疫情

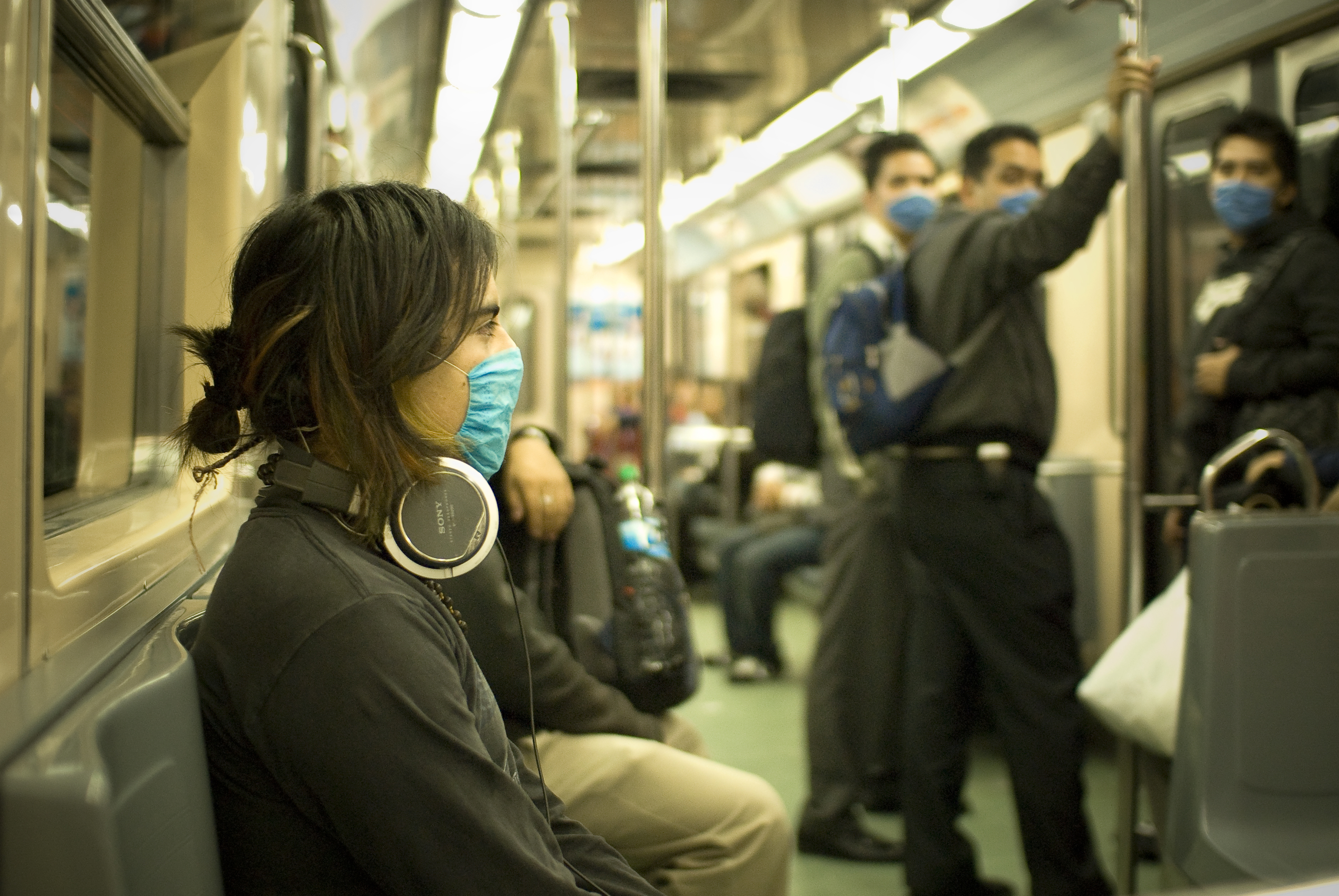
墨西哥城地鐵內的乘客均帶上口罩

2009年，墨西哥與美國爆發的豬流感疫情，即為H1N1病毒所引起，但目前對此種結合豬流感和人類流感的新病毒的流行病学了解很少。2009年3月17日，墨西哥第一名确诊患者出现症状，3月28日，美国第一名确诊患者出现发烧症状，之后病毒爆发，传染到了其他国家。2009年4月30日凌晨，世界衛生組織把全球流感大流行警告級別提高到第5級。2009年6月11日，世界卫生组织更将全球流感大流行警告级别提升至最高等级第6级。
这种病毒的遗传组成存在争议。根据它的血凝素蛋白和神经氨酸酶的类型，科学家同意这是一种H1N1病毒。它是由人、猪和禽流感的遗传物质组成，而世界卫生组织认为它主要是由猪流感的基因组成的。H1N1新型流感原是一種於豬隻中感染的疾病，屬於甲型流感病毒。

#### 时间轴
2009年3月至4月，墨西哥和美國西南部有過千人感染甲型H1N1流感，導致106人死亡。
2009年4月23日晚上11時，甲型H1N1流感的爆發首次在墨西哥得到廣泛報導。4月24日墨西哥當局在60多個死者中，16名的死因確定是新品種的甲型H1N1流感的感染，其餘44名的死因仍檢測中。當中大部分死者都是年輕的成年人。
4月24日，世界衛生組織確認部分發病個案是由一種從未發現的H1N1變種病毒所引致。
4月25日，墨西哥城市長宣布所有公眾活動暫停10日，所有學校均需要停課，並且呼籲所有市民避免握手和親吻。墨西哥衛生部長艾修德（Armando  Ahued）表示墨西哥城將準備一場大規模緊急接種運動來防治常見於冬天的甲型H1N1流感。世界衛生組織的緊急委員會在日內瓦召開會議，鑒於墨西哥疫情向全球發出全球緊急狀態。而日本方面，成田機場已經為來自墨西哥的入境旅客測量體溫。
4月28日，H1N1流感更肆虐亞太區，韓國和泰國宣佈有疑似個案，中国陕西省也一度傳出存在H1N1甲型流感感染案例。世界衛生組織把疫情警告提升至第4級，表示病毒是人傳人，也意味著至少從一個国家爆發。
4月29日，在美國發現首宗在境內人傳人的個案，並且在同一天發現第一宗死亡個案。同日晚，世界卫生组织将全球流感大流行警告级别从4级提高到5级。
世界衛生組織為避免誤導，將正在擴散的流感名稱從「豬流感」改稱為甲型H1N1流感。
5月1日，香港確診第一宗甲型H1N1流感個案，成為亞洲地區第一宗個案。
5月11日，中国四川发现中國第一例甲型H1N1流感病例，该病例在被发现前曾在北京逗留九小时，接触一百余人，回到四川后就医确诊。因该病例病人涉嫌隐瞒病情，专家称可能会承担法律责任。
5月15日，馬來西亞發現第一宗確診為甲型H1N1流感病例， 患者是於5月13日，早上7時15分乘搭馬航MH091班機從美國新澤西州的紐瓦克飛抵吉隆坡國際機場後，於週四出現發燒、喉嚨痛及身體不適症狀後入住雙溪毛糯醫院。
5月17日，日本新型流感擴大至21人，大阪府出現9位確診病例。厚生勞動省表示，關西有集體傳染情況出現，下令要求茨木、豐中、吹田3市，各級學校或安養中心，暫時停課或營業。
5月20日，台灣確認第一宗甲型H1N1流感確診個案，疾管局副局長證實該病例為非台灣籍，屬境外移入個案。
5月28日，中国大陆报告首例甲型H1N1流感二代病例，为广东省广州市1例输入性甲型H1N1流感。
6月10日，香港聖保祿學校一名16歲的中四女生，確診患上甲型H1N1流感，該學校隨即宣佈停課兩周。
6月11日，香港衛生防護中心於下午宣佈全港小學、幼稚園及幼兒中心停課兩周。而銅鑼灣聖保祿學校則多十一名學生確診患上甲型H1N1流感，令香港的確診個案增加至61宗。
另据美国CDC估计，截至2010年3月中旬，这场疫情导致5千9百万美国人染病，26万5千人住院，1万2千人死亡。

## 症狀
甲型H1N1流感的患者有發高燒（高於攝氏37.8度）、頭痛、全身性肌肉痠痛、關節疼痛、明顯疲勞、咳嗽、喉嚨痛、鼻塞等病徵。25%的患者有腹泻、呕吐和像痢疾的症状。
該病毒对达菲耐药的首个迹象已经在丹麦出现。一位甲型H1N1流感患者看上去表现出該病毒对这种抗病毒药物的耐药性，该药已经被用于防止该病毒的社区传播。但是证实这个病例的罗氏公司说，还没有耐达菲的甲型H1N1流感毒株在社区传播的迹象。

## 研究

### 病毒傳播途徑
墨西哥及多個國家己確診多項H1N1的個案。H1N1流感出現在人類、鳥類及豬群，而這三種宿主皆互有差異性。豬具有禽類及人類流感的病毒接受器，因此豬群中的流感病毒有古典型豬流感、人類流感及禽類流感三種，而此次爆發在人類身上的新流感即是透過基因重新分配組合並加入了人類流感病毒基因及一段禽流感基因的豬流感病毒。雖然豬流感感染人類是經常出現的案例，但都只是少數個案，而此次新流感人傳人的感染方式才是疫情快速傳播的主要因素。
甲型H1N1流感病毒可通過飛沫傳染、接觸傳染。
- 潛伏期：半天到三天，最高可達七天
- 有效傳染期：發病前一天～發病後七天
- 易引發重症對象：20岁～45歲青壯年人
- 治療方式：抗病毒藥物克流感、瑞樂沙。
- 致死率：墨西哥致死率為6%～7%，北美洲則較輕微。
- 預防方法：與一般流感相同，並避免與豬接觸。

### 研究进程
美國疾病控制與預防中心國家免疫和呼吸系統疾病中心的主席安·舒查特（Anne Schuchat）博士表示，加州及德州已有7人確診感染這種奇異而罕見的甲型H1N1流感。根據這些病例的基因排序，甲型豬流感病毒由四種不同的流感病毒不尋常地所組成，分別是北美豬流感病毒、北美禽流感病毒、人類甲型流感H1N1亞型病毒和常見於亞洲歐洲的豬流感病毒。其中兩個病例的基因排序已經完成。現在已經交由美國科學家準備研究疫苗。博士表示這種變種流感病毒對金剛烷胺（amantadine）和金剛乙胺（rimantadine）呈現抗藥性，而奧司他韋（Oseltamivir）和扎那米韋（Zanamivir）對這種變種流感病毒仍然有效。暫時顯示的基因特徵是血球凝集素基因（HA）與1999年美國豬流感相似，但神經氨酸酶（NA）和基質蛋白（M）基因卻像從歐洲各種豬流感組合出的新品種。病毒外表的基因從來未曾在人類和豬之間出現傳染，但美國沒有預警系統來報告什麼病毒在豬隻間傳染。季節性的H1N1流行性感冒疫苗不大可能為人類提供保護。

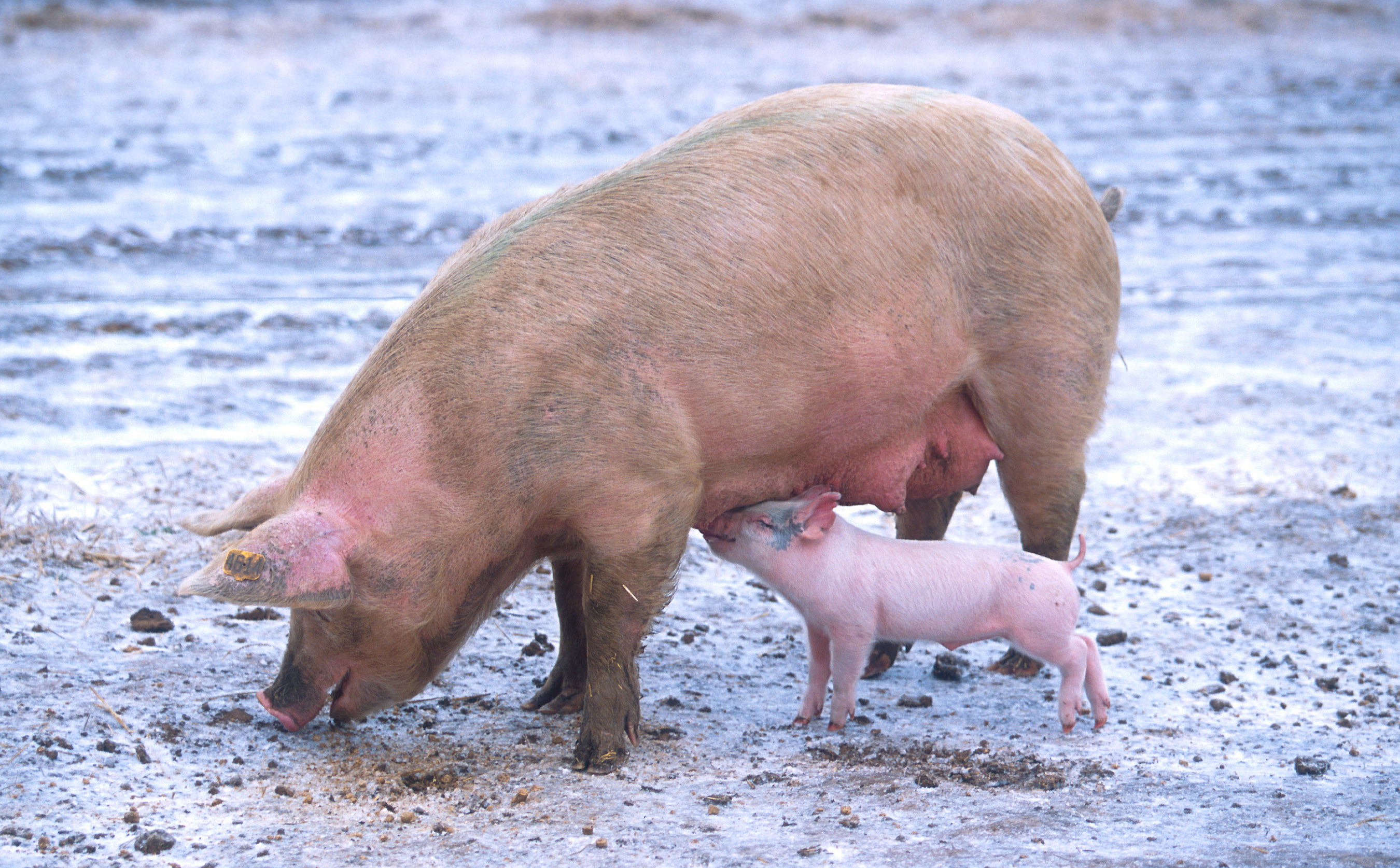
豬隻與人類都可以是流感的宿主，當適應其他物種時，讓病毒通過交換基因來產生新的全國流行病毒株。

美國疾病控制與預防中心並不完全明白為什麼發生在美國的病例，一般都病情輕微，但在墨西哥的則是十分致命。不過，對於以前全國流行病毒株的研究推斷不同國家的致命率差異很大，致命病例都集中在發展中國家。病毒間的差異或者共同感染都可能是原因。在14個從墨西哥獲得的樣本中，經過檢測後，發現其中7個與美國的變種吻合。看來病毒經過多次感染循環，而在德州與加州的患者間沒有已知的關連。要防止病毒擴散似乎不大可能。美國領事報告美國疾控中心的調查小組會在25日抵達墨西哥城與墨西哥方面合作研究病毒。
27日，美國疾控中心署理主席貝瑟博士（Dr. Richard Besser）表示在40宗確診病例中只有一個感染人士住院。他亦發現感染人士年齡最少7歲，最大54歲，中位數是16歲。直至4月29日，美國共有91確診病例，其中5位在醫院接受治療，還有一位死亡。

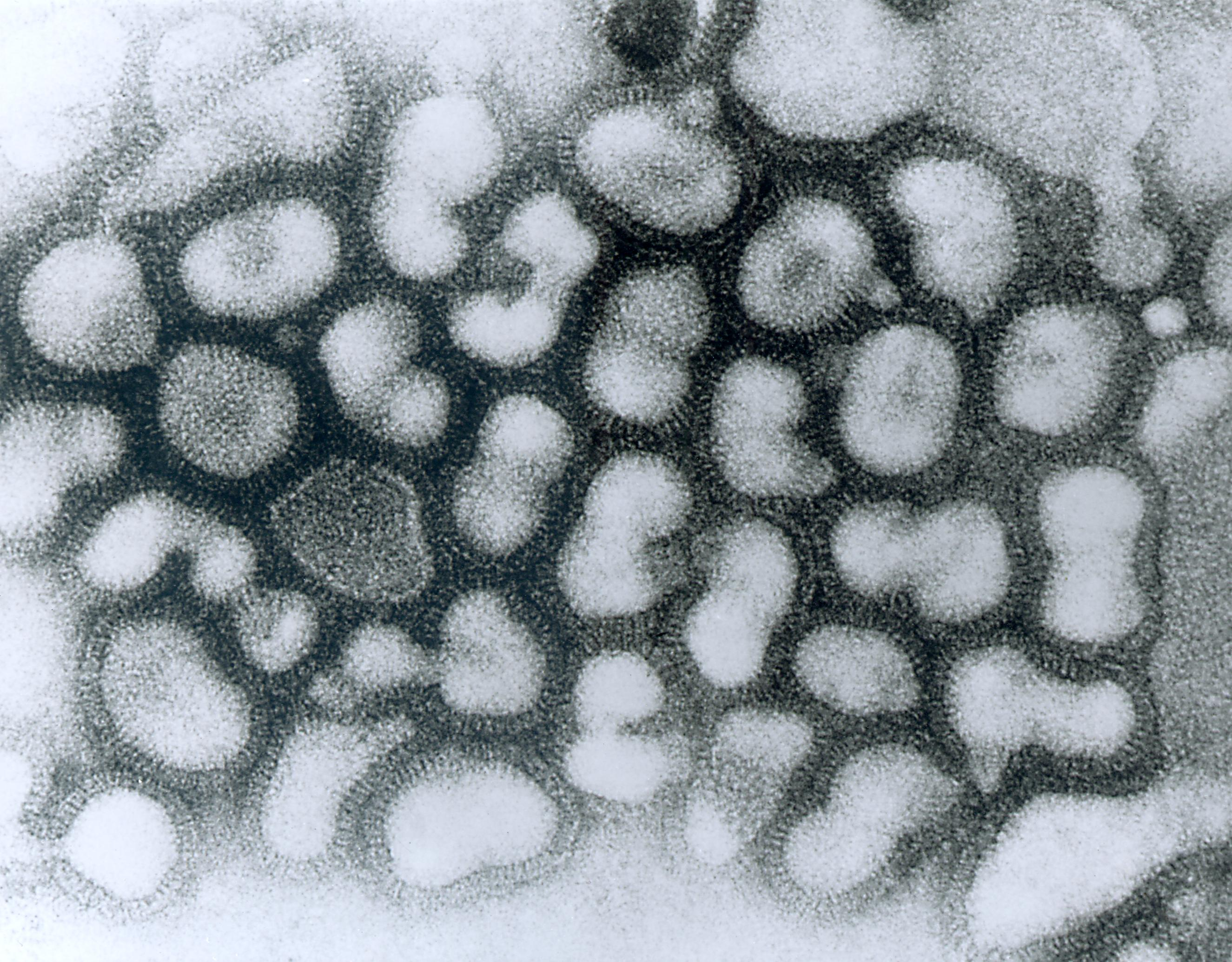
電子顯微鏡下的甲型流感病毒

其實，大部分流感對長者與幼兒影響最大，這個新病毒卻導致年齡25歲至50歲的患者死亡。但是，科学家对于哪个年龄组会受到影响还不能确定。
5月14日，一个植物病毒学家提出甲型H1N1病毒起源于实验室，但是随后被世界卫生组织在一次新闻发布会上否定。也有科学家在分析了在网上能免费获取的甲型H1N1流感病毒的遗传序列之后认为该病毒是人造的。也有认为是自然形成的。
来自香港大学的一位科学家与英国科学家合作发现了进一步的证据，表明该病毒已经发展了数年。这些科学家得出结论说，该病毒起源于猪的几种病毒，它含有“禽类、人类和典型的猪来源的遗传成分”。
与此同时，研究谁感染甲型H1N1流感面临严重疾病风险最大的科学家在《新英格兰医学杂志》上报告说，如果资源或疫苗有限，预防措施应该把重点放在年轻人的身上。他们已经提出了证据表明那些接触过1957年之前在世界上传播的H1N1毒株的人对甲型H1N1流感的严重疾病似乎有一定的抵抗力。

## 疫苗
随着甲型H1N1流感病毒在全球造成的影响，开发一种针对这种流感的疫苗的竞赛已经是科学家重点考虑的事项。虽然有专业人士认为普遍免疫接种称是“不可能的”。但是许多国家仍然跃跃欲试，包括了印度、英国等。雅加达邮报则报道说，来自中爪哇Airlangga大学的科学家已经开发出了一种疫苗。
一家小型美国制药公司蛋白质科学公司说它已经使用昆虫细胞技术开发出了一种甲型H1N1流感疫苗。蛋白质科学公司通过让毛虫的细胞感染一种携带了血凝素（血凝素是从流感病毒表面伸出的一种分子）基因的杆状病毒从而制成了这种流感疫苗。昆虫细胞技术不需要正常的病毒生产所需的“种子毒株”。法国制药商赛诺非-安万特公司宣布已经在它的美国和法国的工厂开始生产一种甲型H1N1流感疫苗。该公司称此疫苗是利用传统的鸡胚技术开发的。
台灣廠商國光生物科技股份有限公司所生產的H1N1疫苗，也是基於鸡胚技术，行政院衛生署（現改制為「衛生福利部」）坦承內含低劑量的防腐劑福馬林，但指稱無害。國光生技發言人聲稱，疫苗上市前經過475人次的人體試驗。2009年12月29日，衛生署預防接種受害救濟審議委員會提案，救濟最高金額由新台幣200萬元提高至600萬元。
2009年12月，台中一位劉姓醫師昨與太太在台中市議員張耀中陪同下指出，他7歲兒子上月19日在學校接種國光生物科技公司的疫苗，隔天就雙腳起疹，5天後高燒不退、全身起疹合併免疫反應，先後住進中國醫藥大學附設醫院、台大醫院治療，一周後併發敗血症合併腦幹出血，打完疫苗短短33天、於昨上午不治。劉醫師說，兒子小一就有130公分高、體重29公斤，很愛畫畫，一直是健康寶寶，「沒任何心血管與過敏病史、沒住過院，打H1N1新流感疫苗後，我親眼看見孩子從健康有活力、到虛弱嘔吐，最後呼吸困難插管急救。」
2010年10月16日，英國醫療藥品暨保健產品管理局（Medicines and Healthcare products Regulatory Agency，MHRA）首度坦承，H1N1新型流感疫苗有可能會引發致命神經疾病「基連巴瑞症候群」（Guillain-Barre Syndrome，GBS）。 MHRA說：「施打H1N1新型流感疫苗會否輕微提高罹患基連巴瑞症候群的風險，並無法排除。」他們正針對兩者之間的關聯從事更進一步的研究和評估。
- 台灣接種疫苗情況（2009年12月，資料來源：國光生技發言人）

| 疫苗廠牌               | 國光    | 諾華   |
| 已接種人數             | 463萬人 | 36萬人 |
| 暈針或其他不良反應人數 | 296人   | 39人   |
| 住院人數               | 79人    | 5人    |
| 死亡人數               | 4人     | 0人    |

### 不宜接种疫苗人群
目前已知以下人士，可能不宜施打疫苗：
1. 嬰兒（年齡小於六個月者）
2. 孕婦（懷孕最初的三個月以內），須醫生評估
3. 對蛋白質或疫苗內的其他成分過敏者
4. 過去注射流感疫苗曾經發生嚴重不良反應者
5. 患有急性疾病、嚴重慢性疾病、慢性疾病的急性發病期、感冒或發燒中，須醫生評估
6. 過去14天內，曾經接種過其他疫苗者，須醫生評估
7. 過去7天內，曾服用過抗免疫、抗病毒或消炎藥物，須醫生評估
8. 自體免疫性疾病患者，或病毒感染，須醫生評估
9. 其他經醫生診斷認定，目前不宜接種疫苗者